# Otus elegans
Otus elegans là một loài chim trong họ Strigidae.